# Шотт, Аугусто
Аугусто Шотт (исп. Augusto Schott; род. 17 января 2000, Арройито, Кордова) — аргентинский футболист, защитник клуба «Ньюэллс Олд Бойз».

## Клубная карьера
Шотт — воспитанник клуба «Тальерес». 31 октября 2020 года в матче против «Ньюэллс Олд Бойз» он дебютировал в аргентинской Примере. В 2021 году Шотт перешёл на правах аренды в «Платенсе». 17 июля в матче против «Химнасии Ла-Плата» он дебютировал за новую команду. 1 августа в поединке против «Индепендьенте» Аугусто забил свой первый гол за «Платенсе». 
Летом 2022 года Шотт был арендован «Колоном». 19 июня в матче против «Лануса» он дебютировал за новую команду. В 2023 году Шотт на правах аренды перешёл в «Ньюэллс Олд Бойз». 22 августа в матче против «Сентраль Кордова» он дебютировал за новый клуб. 